# VoIP

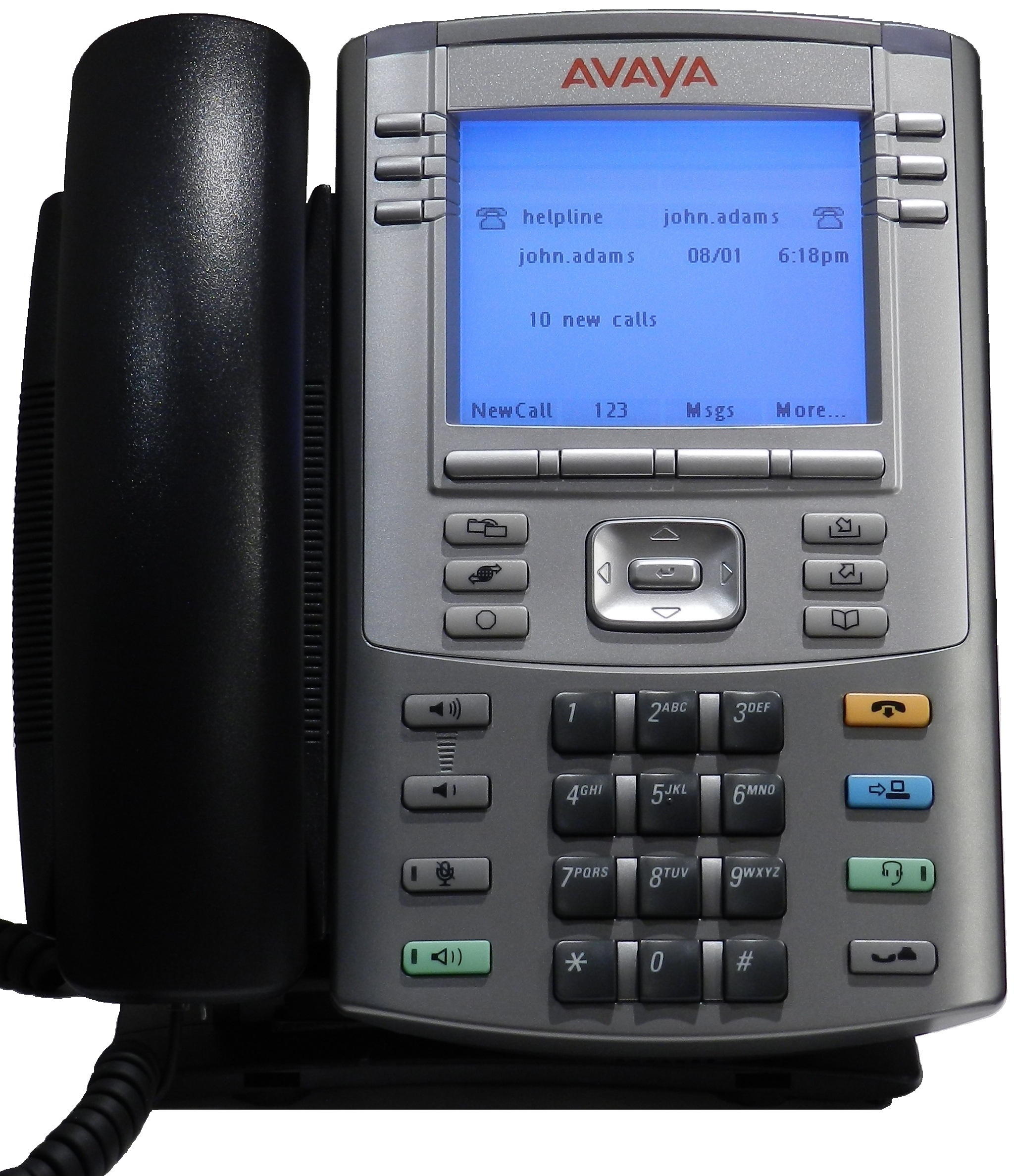
1140E VoIP Phone アバイア

Voice over Internet Protocol（ボイス オーバー インターネット プロトコル）とは、IPを利用して通話をする技術のことである。VoIP（ブイ オー アイピー、ボイップ、ボイプ）とも呼ばれる。

## 概要および経緯

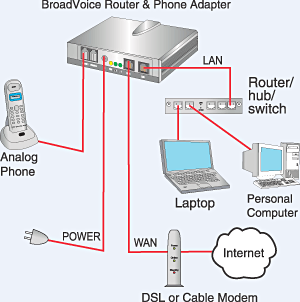
VoIPを含むコンピュータネットワーク

VoIPにおいては、音声を各種符号化方式で符号化および圧縮し、パケットに変換したものをIPネットワークでリアルタイム伝送する。VoIPは、Voice over Frame Relay (VoFR) ・Voice over ATM (VoA) などと同じVoice over Packet Network (VoPN) の一種である。
VoPNは、電話網とデータ通信網の伝送路や交換設備を共用することを目的として導入が始まった。
VoFRは、X.25よりも遅延が少ないフレームリレーを使用するものである。IP加入者網が無かった時代に内線電話として普及したが、IP網の価格の低下と速度の向上、提供地域の拡大により撤去が進んだ。
VoAは、従来の電話網で必要となる電話交換機をパケット通信とリアルタイム通信とを多重化するために開発されたATM交換機に置き換えるものである。高価で有資格者による保守を必要とするものであり、電気通信事業者の携帯電話・固定電話などの公衆交換電話網で使用されているものがほとんどである。
VoIPは、1990年代後半より、インターネット電話と呼ばれる、スピーカー・マイクロフォンまたは、ヘッドセットを接続したパソコンにソフトウェアをインストールする方式で利用されていたが、使い勝手が悪く、遅延・エコー・欠落などにより音質も従来の電話より劣るものであった。
2000年代より、ADSL・FTTH・広域イーサネットといった常時接続・高速・定額制のIP加入者回線が普及し、Resource Reservation Protocol (RSVP) などのQoS機能で音質が改善された。また、専用機器の開発に伴い一般の電話と同じ操作・機能となり、公衆網への発信が可能になり、電話番号の割り当てにより公衆網などからの着信が可能となった。
今日では、LINEやSkypeといったVoIP機能を有するアプリをパソコンやスマートフォンで起動することにより、パケット通信を利用して通話することが可能である。ただし、データ通信に用いられる回線は比較的高いレイテンシであるため、応答の遅延が通話に支障をきたす場合もある。
また、無線LAN上でのVoIPに関する技術を特にVoWLAN (Voice over Wireless LAN) と言うこともある。

## 技術
通信プロトコルは呼制御、（電話の呼び出し、切断）と音声の送受信の2つを組み合わせて使用する。

### 呼制御とIP電話網間相互接続
呼制御を行う通信プロトコルとしてSession Initiation Protocol（SIP）が良く使われる。他にもH.323と言う通信プロトコルもある。
開発コスト・検討期間等の問題があるため、IP電話網間は、発着信二者間のSIPサーバ連携となった。

### 接続方式
公衆交換電話網を廃止し、相互接続をIP接続に置き換える手法について検討が行われている。
1. イーサネット方式 : 同一イーサネット網に全社接続
2. 個別ルータ方式 : 相互接続の組み合わせは{\displaystyle {}_{n}{\rm {C}}_{m}}となりコスト高となる。
3. 共用ルータ方式 :
4. 個別・共用並存方式

共通のPOIビル（Point Of Interface＝相互接続点、すなわち通信事業者の回線網どうしの接続箇所が収容されている建物）で、共用L2スイッチを介した接続とパッチパネルを介した接続が併存する構成が有力となった。
共用L2スイッチの利用を要望する事業者のコンソーシアムが資産保有し、破棄し得ない使用権（indefeasible right of user）でNTT東日本・NTT西日本に貸し出し、NTT東日本・NTT西日本が設置場所提供・保守・運用を行うことが同意された。
- POIビルの数は必要最小限とし費用を抑える。
- トラヒック交流の多い箇所に設置し効率化する。
- 信頼性確保のため、大規模災害・大規模故障等を想定し、複数を地理的に離れた場所に設置する。

POIは、通信需要の多い東京と大阪に設置することが合理的であると、事業者間の協議において確認された。地域内折り返し用のPOIの設置場所の追加・張り出しPOIの設置ついての協議を行う必要性はある。
POIの設置個所ついては、次の条件で、コスト試算をすることとなった。
SIPサーバは発着2者間連携、接続方式は共用ルータ方式、ループ構成の中継伝送路は全国系事業者と地域系事業者の間の通話のみに利用、携帯事業者同士の通話は共用ルータも利用しない、自網からPOIまでの伝送路コストは算入。
1. 東西計2カ所に全事業者がメッシュ状に接続
2. 東西2カ所ずつをループ構成の伝送路で中継・全国系事業者は東西各1カ所に接続・地域系事業者は近傍の2カ所接続
3. 地域ブロックごとに2カ所で各POIをループ構成の伝送路で中継・全国系事業者は、東西各1カ所に接続・地域系事業者は自ブロック内の2カ所に接続

相互接続には、通話料が無料のものと、有料のものがある。
無料相互接続の場合は、ITSP間でVoIP規格や機器ベンダーなどが同一のため、通話のトラフィックをそのままIPレベルで流して、VoIP端末同士でP2Pの通話を行っている（もちろんセッション管理サーバの仲介はあるが、通話トラフィック自体はP2P）。
有料相互接続の場合は、ITSP間でVoIP規格や機器ベンダーなどが異なるため、通話のトラフィックをVoIPゲートウェイなどを通して相互に変換している。通話中はゲートウェイの資源を消費するなどの理由により、通話料は有料となっている。

### 音声信号
音声信号の圧縮符号化方式には、通常0.3 - 3.4kHz帯域のものが用いられるが、0.05 - 7kHz帯域のものも使用される。狭い帯域で多数チャネルが必要な場合に、音声が一定のレベル以下のときにパケットを送出しない無音圧縮の手法が使われ、頭切れや演算負荷の増加の原因になることもある。
リアルタイム性を重視し再送信を行わないRTPを使用して音声パケットを送り、パケット通信網の遅延時間のばらつきによるパケットの間隔や順序の乱れを吸収するため、受信側にバッファメモリが使用される。バッファメモリによる遅延時間は、回線の状況が良いときは小さく、悪いときは大きく調整される。途中で破棄されたパケットは、直前のパケットのデータから演算した音声やホワイトノイズなどの挿入で補正される。
バッファ補正の遅延時間の影響で、みなし音声方式の場合ファクシミリなどのモデムやDTMFを使用した通信がうまくいかない場合がある。そのため、デジタルデータのパケットとしてファクシミリを送るための専用プロトコルであるT.38対応のゲートウェイを使用することもある。→InternetFAXを参照。

## VoIP専用機器
VoIP専用機器には、呼制御を行う通信プロトコルとして、SIP (Session Initiation Protocol) のものとH.323のもの、IPv4のものとIPv6のものとがある。網として統一されていないと、多数のゲートウェイが必要となる。
2016年現在ではほぼSIPに統一され、H.323を利用することはまれである。

### VoIP網制御装置
VoIP網制御装置とは、IPアドレスと電話番号の相互変換・通信帯域管理・輻輳処理・課金・プレゼンス管理などの付加機能などを行う機器。SIPではSIPサーバ、H.323の場合ゲートキーパーと呼ぶ。また、汎用サーバのソフトウェアとして実装されているものをソフトスイッチとも呼ぶ。
電話交換機より安価に導入でき、保守や機能拡張が容易である。

### VoIPゲートウェイ
VoIPゲートウェイとは、IP電話網制御装置の制御により、公衆交換電話網や他のIP電話網などの異なる網間との情報の送受信やプロトコル変換を行う機器。
IP構内交換機
IP構内交換機（電話交換機）とは、一般電話網の交換機にIP網への接続機能を追加したもの。事業者用のものと、内線用のIP-PBXと呼ばれるものとがある。VoIP網制御装置と統合されたものもある。
IP電話アダプタ
IP電話アダプタとは、LANなどを通してVoIPでの通話を可能にするためプロトコルやインターフェースを変換する機器。次の様な機器の接続用がある。
- アナログ電話機 (ATA) : 回線数の少ないものが一般的である。家庭向け等の機種では、ADSLモデムやルーターとの複合機も多い。
- PHS : 構内PHSのバックボーンをLANに統合するために使用する。
- ISDN対応内線交換機 : ビジネスホンなどをISDNから切り替えるために使用する。S点接続のものが多いがU点のものもある。

### VoWLANコントローラー
VoWLANコントローラーとは、無線LANアクセスポイント間で無線IP電話機をハンドオーバーできるように制御する機器。無線LANのセキュリティ向上機能を持つものも多い。端末とアクセス・ポイント間との認証・ハンドオーバーの時間を短縮する規格としてIEEE 802.11iがある。また、品質確保のための帯域制御・同時通話数制限、待ち受け時間延長のための省電力制御の規格としてIEEE 802.11eがある。

### Wi-Fi電話端末
Wi-Fi電話端末とは、無線LANに直結できる携帯型電話機。モバイルセントレックス用の端末として、期待されている。2007年現在、IEEE 802.11i・IEEE 802.11e対応の連続待ち受け時間などが改善されたものが登場し、また、携帯電話などとのデュアル機や、通信端末分離型（CFカード等）の端末も開発されている。
無線LAN内蔵携帯電話は、2004年からNTTドコモによって、企業向けに「PASSAGE DUPLE」というモバイルセントレックスサービスとして展開されている。「ホームU」という個人向けサービスも2008年7月より開始されている。

### IP電話機
IP電話機とは、イーサネットに直結できる据え置き型電話機。Power over Ethernet機能のあるスイッチングハブからの給電で動作し、個別の電源アダプタが不要なものも存在する。また、スイッチングハブ機能を持ちパーソナルコンピュータとの連携機能を持つものもある。

### ソフトフォン
ソフトフォンとは、パソコンのソフトウェアとして実現されたIP電話のことである。比較的安価で他ソフトとの連携機能・音声録音などの多くの機能を持ち、コールセンターなどで使用されている。無線IP電話機の携行忘れ時の代替用の導入もある。
また、USB接続のヘッドセット型で、内蔵メモリーにソフトウエアが書き込まれており、接続するだけでインストールされるものも販売されている。

### スマートフォン
iPhoneやAndroidなどのスマートフォンにSkypeやViberなどのアプリケーションをインストールして、インターネット電話としての利用が可能。

## 端末機器接続方法
固定電話と、セカンダリIP電話とを1台の一般電話機で共用する場合
```
一般電話機 - | IP電話 | - 公衆交換電話網
             |アダプタ| - IP中継網
```

プライマリIP電話と、セカンダリIP電話とを1台の一般電話機で共用する場合
```
一般電話機 - |セカンダリ| - 電話ケーブル - |プライマリ| - IP中継網
             | アダプタ | - LAN ケーブル - | アダプタ |
```

固定電話と、セカンダリIP電話とを2台の一般電話機で別々に使用
```
一般電話機 (1)  - 公衆交換電話網
一般電話機 (2)  - |IP電話アダプタ| - IP中継網
```

プライマリIP電話と、セカンダリIP電話とを2台の一般電話機で別々に使用
```
一般電話機 (1)  ----- 電話ケーブル ----- |プライマリ| - IP中継網
一般電話機 (2)  - |セカンダリ| -- LAN -- | アダプタ |
                  | アダプタ |  ケーブル
```

2台対応のプライマリIP電話アダプタで一般電話機を使用
```
一般電話機 (1)  - | IP電話 | - IP中継網
一般電話機 (2)  - |アダプタ| 
```

固定電話と、セカンダリIP電話とをn台の一般電話機で共用する場合
```
一般電話機 (1)  - |内線電話| - 公衆交換電話網
一般電話機 (n)  - | 交換機 | - |IP電話アダプタ| - IP中継網
```

プライマリIP電話と、セカンダリIP電話とをn台の一般電話機で共用する場合
```
一般電話機 (1)  - |内線電話| ----- 電話ケーブル ----- |プライマリ| - IP中継網
一般電話機 (n)  - | 交換機 | - |セカンダリ| -- LAN -- | アダプタ |
                               | アダプタ |  ケーブル
```

ISDN対応BRIのS点・U点またはPRI接続のIP電話アダプタで一般電話機を使用
```
一般電話機 (1)  - |内線電話| - | IP電話 | - IP中継網
一般電話機 (n)  - | 交換機 |   |アダプタ|
```

ISDN対応BRIのS点・U点またはPRI接続のIP電話アダプタで固定電話を併用して一般電話機を使用
```
一般電話機 (1)  - |内線電話| - 公衆交換電話網
一般電話機 (n)  - | 交換機 | - |IP電話アダプタ| - IP中継網
```

## 網構成方式
中継網のみIP網とするもの。
- 一般電話機 - 一般加入者線 - IP電話交換機 - IP中継網 - 着信先

IP化された加入者線に、IP電話アダプタを介して一般電話機を接続するもの。
- 一般電話機 - IP電話アダプタ - IP加入者線 - IP中継網 - 着信先

IP電話機をIP化された加入者線に直結するもの。
- IP電話機 - IP加入者線 - IP中継網 - 着信先

無線IP電話機を無線LANアクセスポイントを介してIP化された加入者線に直結するもの。データ通信用との併用の場合には、特に通話品質の確保に配慮した基地局やスイッチ網の構成が求められる。2007年現在、基地局を電気通信事業者が設置する移動通信サービスの提供も計画されている。
- 無線IP電話機 - 無線LAN基地局 - IP加入者線 - IP中継網 - 着信先

## VoIPを活用した電話網
一般的にはIP電話との認知は無いまたは薄いが、中継網にVoIPを活用している電話サービスも以下に述べる。
2001年4月から、フュージョン・コミュニケーションズが日本初の本格的な専用IP網中継電話を事業者識別コード番号0038のマイライン（優先接続方式）で営業開始した。
2005年2月には、KDDIが、内部の中継網（収容局以降）を専用IP網で構成して、メタルプラスサービスを開始した。直収電話の形態を取っている。
PHS事業者のウィルコムでは、2005年頃より、トラフィックの多い地域にVoIP対応交換機 (ITX : Ip Transit eXchange)  (PDF) を導入し、VoIP網を構築してきたが、2012年3月には全基地局のITXへの収容を完了した。これにより、音声通話およびデータ通信のトラフィックについて、内部の中継網（収容局以降）を専用IP網で構成して、従来の電話網から専用IP網（VoIP含む）に流す事で、NTT東西への接続料が不要となった。またウィルコム同士の音声通話定額制の導入を可能にできたのも、このITX化による恩恵である。
アクセスポイント方式
通常の電話からアクセスポイントに電話を掛けて、VoIPの中継網を通して他の電話網に着信する、特殊なサービスもある（スーパーテレフォン、JENS ipPhone等）。